# (54820) Svenders
(54820) Svenders (2001 NV1) – planetoida z pasa głównego asteroid okrążająca Słońce w ciągu 4,38 lat w średniej odległości 2,67 j.a. Odkryta 11 lipca 2001 roku.